# Dov Yosef

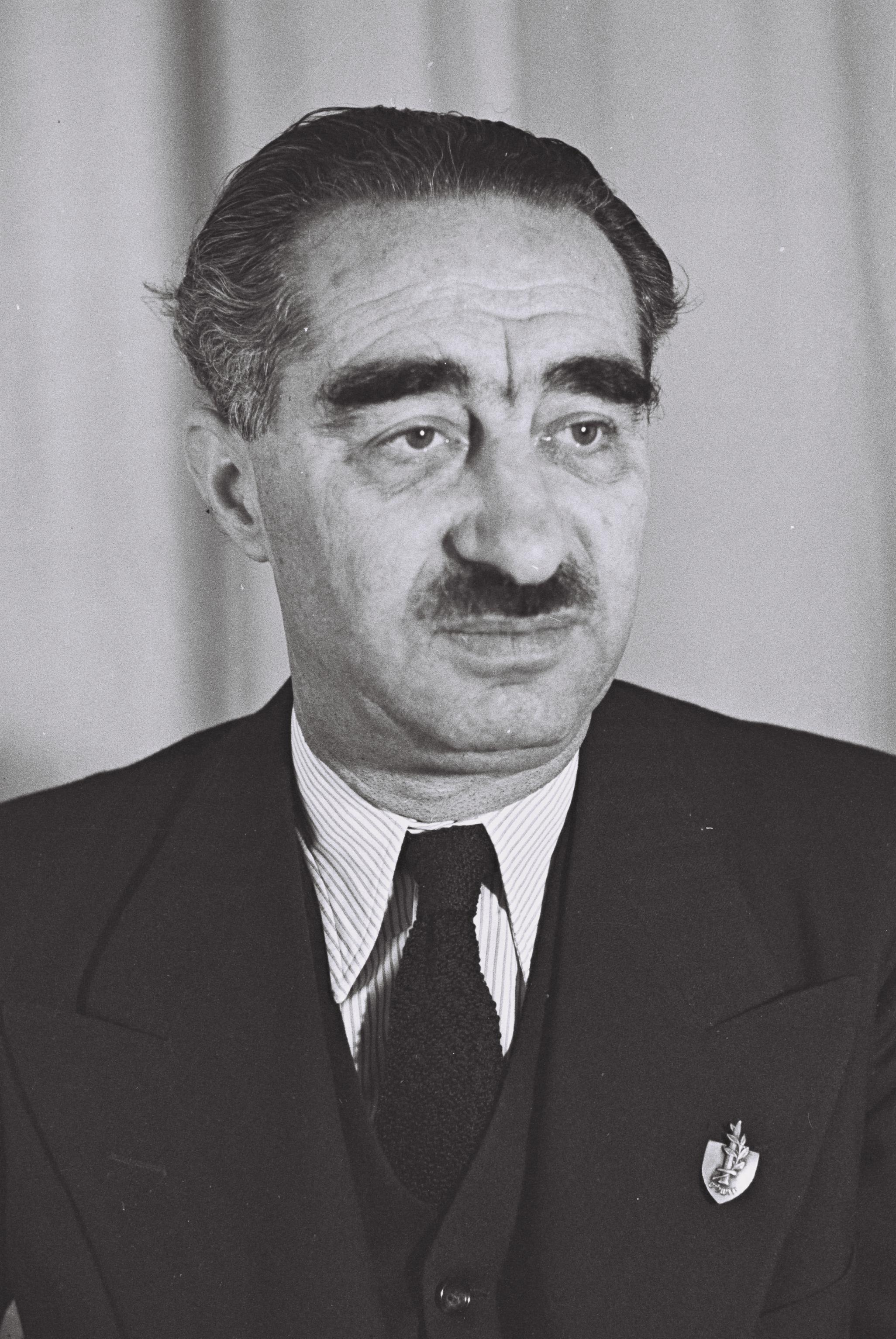
Dov Yosef (1951)

Dov Bernard Yosef (hebräisch דב יוסף, * 27. Mai 1899 in Montreal, Kanada; † 7. Januar 1980 in Tel Aviv-Jaffa) war ein israelischer Politiker und Minister.

## Biografie
Nach dem Schulbesuch absolvierte Bernard Yosef zunächst ein Studium der Geisteswissenschaften und Wirtschaftswissenschaften an der McGill University, das er mit einer Promotion zum Doktor der Philosophie (Ph.D.) abschloss. Darüber hinaus absolvierte er ein Studium der Rechtswissenschaften an der Université Laval und der University of London, welches er mit der Zulassung zum Rechtsanwalt abschloss. In seiner kanadischen Heimat war er einer der Gründer der Vereinigung Junges Judäa und einige Zeit deren Präsident. Während des Ersten Weltkrieges war er Mitarbeiter der Kanadischen Jüdischen Legion, die die Übersiedlung nach Israel organisierte.
1918 siedelte Yosef selbst nach Erez Israel und war dort in der Zeit des Völkerbundsmandats für Palästina ein erfolgreicher Rechtsanwalt. 1933 trat er der Mapai bei und wurde 1936 Rechtsberater des Vorstands der Jewish Agency und Stellvertretender Direktor der Politischen Abteilung. Während des Zweiten Weltkrieges war er Koordinator der Jewish Agency für die Mobilisierung Freiwilliger für die Britische Armee. 1945 erfolgte seine Berufung zum Vorstandsmitglied der Jewish Agency in Jerusalem. Diese Tätigkeit musste Yosef jedoch 1946 nach seiner Verhaftung durch britische Behörden vorübergehend aufgeben. 1948 war er Mitglied des Positionskomitees, das die Gründung eines Verwaltungsapparates nach einer Staatsgründung vorbereitete, sowie zugleich Militärgouverneur von Jerusalem.
Nach der Gründung des Staates Israel wurde Dov Yosef am 14. Februar 1949 erstmals zum Abgeordneten der Knesset gewählt, in der er bis zum 30. November 1959 die Interessen der Mapai vertrat.
Am 10. März 1949 wurde er von Ministerpräsident David Ben Gurion als Minister für Rationierung und Versorgung erstmals in ein Kabinett berufen. Am 1. Juni 1950 ernannte man ihn zusätzlich zum Landwirtschaftsminister und bekleidete diese Ämter bis zum 1. November 1950. Anschließend war er bis zum 8. Oktober 1951 Verkehrsminister, ehe im Anschluss daran seine Ernennung zum Justizminister erfolgte. Allerdings übte Yosef dieses Amt lediglich bis zum 25. Juni 1952 aus. Zwischen Oktober 1951 und 24. Dezember 1952 war er daneben auch Minister für Handel und Industrie. Danach war er bis zum 15. Juni 1953 zunächst Minister ohne Portefeuille, ehe er bis zum 13. November 1955 Entwicklungsminister war. Zugleich hatte er vom 29. Juni 1955 bis zum November 1955 auch das Amt des Gesundheitsministers inne. Zuletzt war Dov Yosef trotz des Umstandes, dass er seit 1959 kein Knesset-Mandat mehr hatte, vom 2. November 1961 bis zum 12. Januar 1966 erneut Justizminister.

## Veröffentlichungen
- British Rule in the Land of Israel, 1948
- Keeping the Faith – Blockade on Jerusalem, 1948
- The Faithful City, 1960 (Autobiografie)
- Dove and Sword, 1975 (Autobiografie)

Mit seiner Autobiografie The Faithful City erregte er 1960 einen politischen Skandal, da nach dieser Darstellung der Stadtkommandant von Jerusalem, David Shaltiel, ihm eine falsche Situationsdarstellung gab, die letztlich zum Fall der belagerten Stadt führte.